# Den Dotter
Den Dotter est une réserve naturelle de 205 hectares dans les sections d'Aaigem (commune Erpe-Mere) et Heldergem (commune Haaltert) dans le Denderstreek située dans la province de Flandre-Orientale en Région flamande.

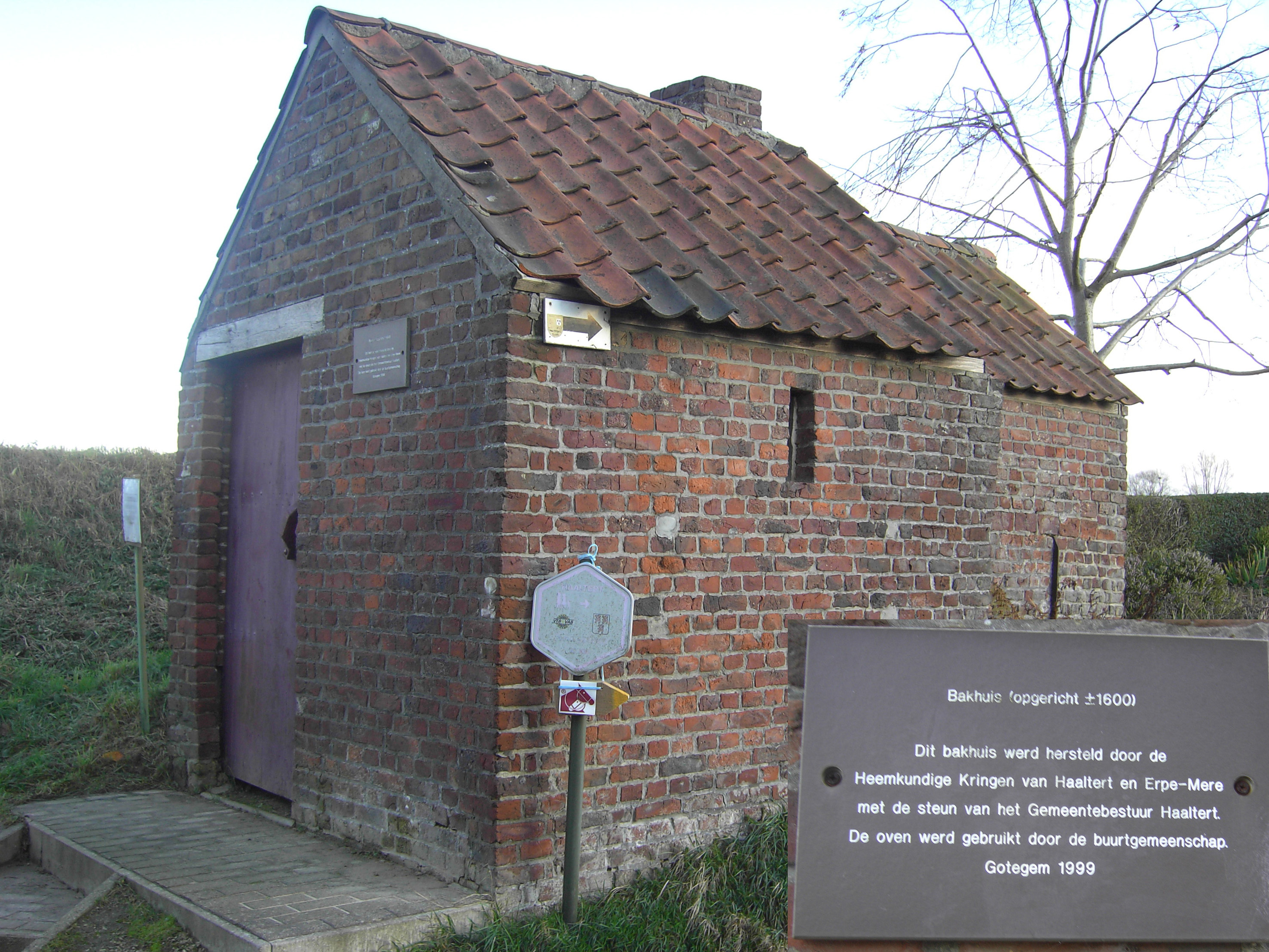
Fournil à Den Dotter